# Myrcia bracteata
Myrcia bracteata là một loài thực vật có hoa trong Họ Đào kim nương. Loài này được (Rich.) DC. mô tả khoa học đầu tiên năm 1828.